# Večigralska videoigra
Večigralska videoigra je video igra, ki nudi možnost hkratnega igranja več igralcev, bodisi izmenično na isti napravi, bodisi istočasno na različnih napravah, povezanih s katerim od tipov omrežij. Večina sodobnih videoiger vključuje večigralski način kot možnost poleg enoigralskega, nekatere pa so napisane izključno kot večigralske.
V večigralskem načinu drug človek nadomesti soigralca, ki ga nadzoruje umetna inteligenca. Odvisno od tipa igre lahko igralci sodelujejo pri doseganju cilja igre ali tekmujejo med seboj za najboljši rezultat. Tako igranje pridobi na tekmovalnosti in družabni komponenti, človeški nasprotniki pa so lahko zaradi iznajdljivosti tudi večji izziv. 